# Kabinett Tymoschenko I
Das erste Kabinett unter Führung von Julija Tymoschenko wurde am 4. Februar 2005 von 373 Abgeordneten der Werchowna Rada (dem ukrainischen Parlament) ernannt. Die Regierung wurde, auch von Seiten der Opposition, darunter auch drei Kommunisten, 18 Mitgliedern der Sozialdemokratischen Partei der Ukraine, 46 Mitglieder der Fraktion der Regionen unterstützt.
Am 8. September 2005 entließ der ukrainische Präsident Wiktor Juschtschenko die gesamte Regierung, nachdem beide, der stellvertretende Ministerpräsident Mykola Tomenko und der Sekretär des Präsidenten Oleksandr Sintschenko aussprachen, dass die Regierung "von Korruption durchzogen" sei.

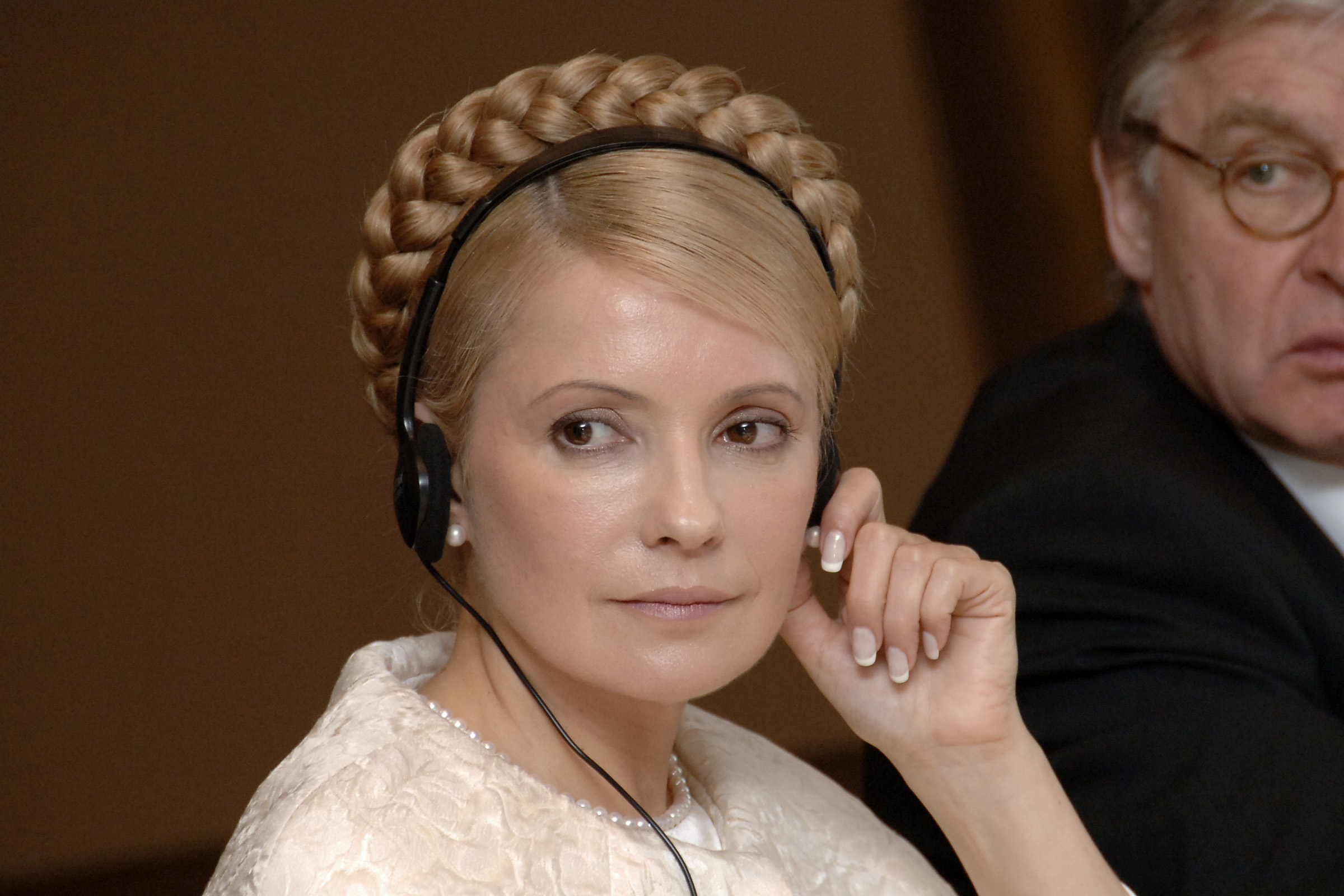
Die Ministerpräsidentin Julija Tymoschenko 2007

## Zusammensetzung nach Parteien
| Parteien |                                                      | Unsere Ukraine |
| Parteien | Sozialistische Partei der Ukraine                    |                |
| Parteien | Blok Juliji Tymoschenko                              |                |
| Parteien | Partei der Industriellen und Unternehmer der Ukraine |                |

| Ministerium                                              | Name des Ministers     | Partei |
| -------------------------------------------------------- | ---------------------- | ------ |
| Ministerpräsident                                        | Julija Tymoschenko     |        |
| Erste Vize-Ministerpräsident                             | Anatolij Kinach        |        |
| Vize-Ministerpräsident für die Europäische Union         | Oleh Rybatschuk        |        |
| Vize-Ministerpräsident on Humanitarian and Social Issues | Mykola Tomenko         |        |
| Zweier Staatssekretär für Administrative Reformen        | Roman Bessmertnyj      |        |
| Minister für Bildung und Wissenschaft                    | Stanislaw Nikolajenko  |        |
| Minister für Transport und Kommunikation                 | Jewhen Tscherwonenko   |        |
| Ministerin für Kultur und Tourismus                      | Oksana Bilosir         |        |
| Minister für Wirtschaft                                  | Serhij Terochin        |        |
| Minister für Arbeit und Sozialgesetzgebung               | Wjatscheslaw Kyrylenko |        |
| Verteidigungsminister                                    | Anatolij Hryzenko      |        |
| Gesundheitsminister                                      | Mykola Polischtschuk   |        |
| Minister für Industriepolitik                            | Wolodymyr Schandra     |        |
| Innenminister                                            | Jurij Luzenko          |        |
| Agrarminister                                            | Oleksandr Baraniwskyj  |        |
| Justizminister                                           | Roman Swarytsch        |        |
| Außenminister                                            | Borys Tarasjuk         |        |
| Minister für Familie, Jugend und Sport                   | Jurij Pawlenko         |        |
| Finanzminister                                           | Wiktor Pynsenyk        |        |
| Minister für Treibstoff und Energie                      | Iwan Plachkow          |        |
| Minister für Umweltschutz                                | Pawlo Ihnatenko        |        |
| Minister für Notfälle und Bevölkerungsschutz             | Dawyd Schwanija        |        |